# Penipe (cantão)

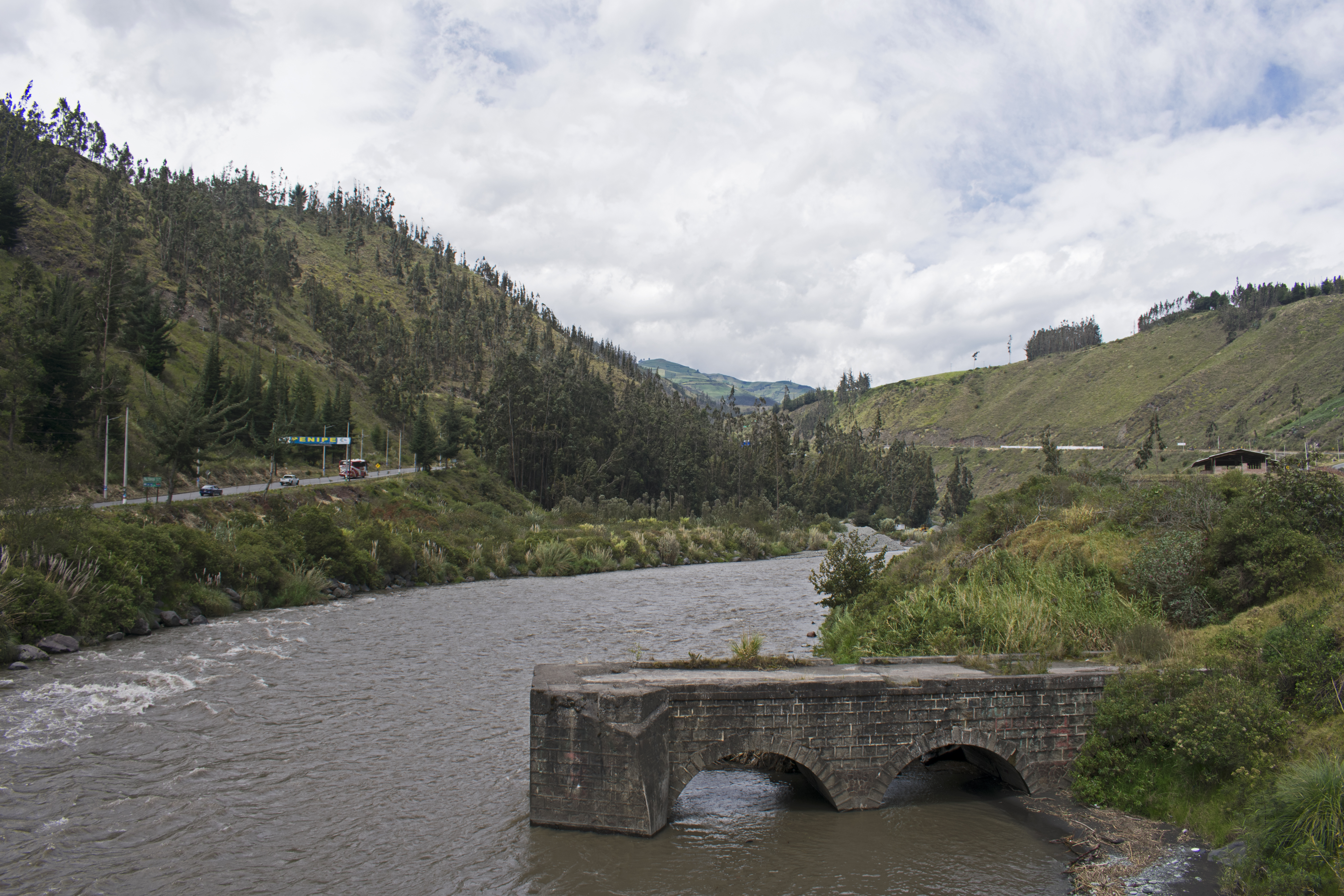

Penipe é um cantão do Equador localizado na província de Chimborazo.
A capital do cantão é a cidade de Penipe.